# Cheng Yin
Chen Yin est un officier sous Han Sui. Lors de l’attaque sur Chang'an lancée par Ma Chao et Han Sui, il commande une division sous le commandement personnel de Han Sui. Après la prise de Chang'an, il combat dans la violente bataille de Weinan sur les rives de la rivière Wei. Après la défaite de Ma Chao, Cheng Yin manque à l’appel et Ma Chao le croit mort.
Toutefois, les récits historiques disent qu’il aurait fui pour joindre Zhang Lu avec qui en l’an 215, il se serait rendu à Cao Cao. Il reçoit ensuite un rang officiel.